# Vznik a vývoj vesmíru

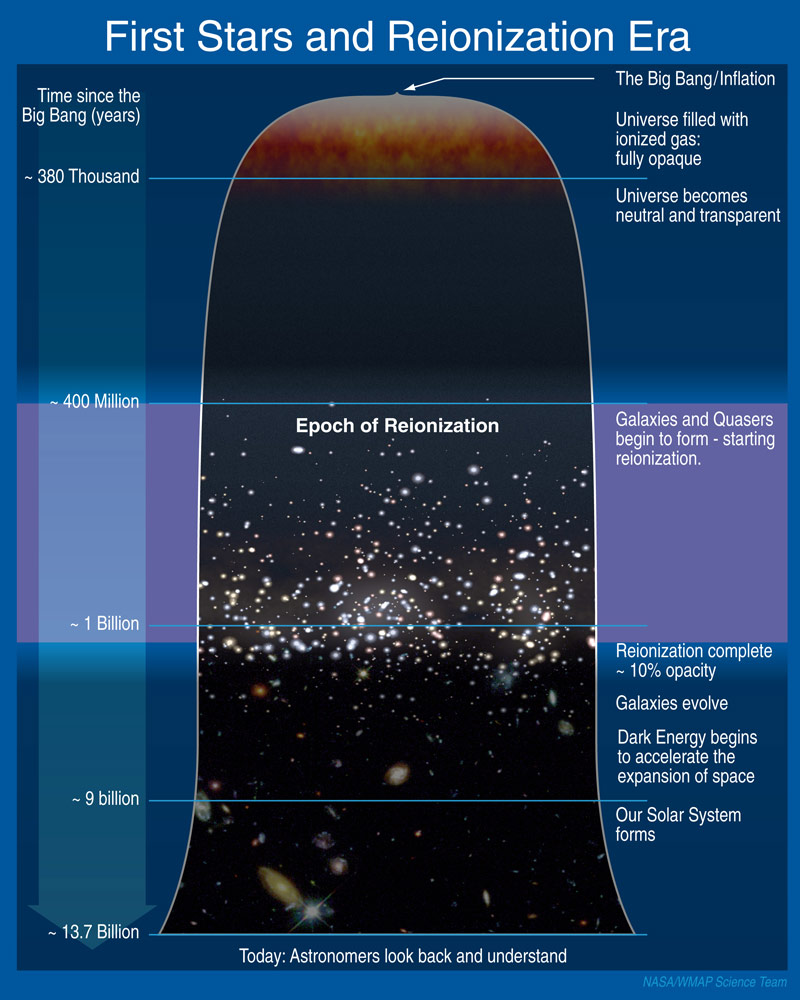
Vývoj vesmíru (ilustrační obrázek)

Vznikem a vývojem vesmíru se zabývá věda zvaná kosmologie. Teorii stacionárního vesmíru v průběhu 20. století nahradila teorie, že vesmír byl nejdříve v době tzv. velkého třesku extrémně horký a hustý a od té doby dochází k jeho rozpínání. Na této teorii je založen takzvaný standardní model vesmíru, také zvaný model ΛCDM (s nenulovou kosmologickou konstantou a chladnou temnou hmotou). Někteří astrofyzici jej však zavrhují a odmítají i velký třesk, který považují například i za skrytou formu kreacionismu (tj. stvoření veškeré hmoty vesmíru bohem).
Ze současné mainstreamové teorie aplikované na měření červeného posuvu vzdálených hypernov vychází, že rozpínání začalo před 13,798±0,037 miliardami let. 

## Tři fáze vývoje
Velmi raný vesmír byl tak horký a energetický, že v něm nemohly existovat žádné částice, a síly, které dnes existují (silná, slabá a elektromagnetická, je však otázkou, zda i gravitace), byly sjednoceny v jediné síle. Obrovské energie způsobily, že samotný prostor expandoval během inflační epochy. Postupně se obrovské energie ochlazovaly na teplotu nesrovnatelně vyšší než cokoli, co pozorujeme dnes, ale dostatečně nízkou na postupný rozpad symetrie sil, což nakonec vedlo k oddělení silné interakce od elektroslabé síly, po vznik prvních částic.
Ve druhé fázi se vesmír tvořený kvark-gluonovým plazmatem dále ochlazoval. Dalším rozpadem symetrie, zejména rozpadem elektroslabé symetrie, vznikly současné základní síly a celá škála komplexních a složených částic, které dnes existují. To vedlo k dominanci hmoty ve vesmíru, prvním neutrálním atomem a záření kosmického mikrovlnného pozadí. Moderní teorie vysokoenergetické částicové fyziky pokrývají tyto úrovně energie, a tak fyzikové věří, že tomuto období dostatečně rozumí.
Ve třetí fázi již existoval vesmír s fundamentálními částicemi a silami, tak jak je známe dnes. Začala tvorba všech stabilních struktur, tzn. hvězd, kvasarů, galaxií, kup a nadkup galaxií. Jejich vznik vytvořil vesmír, který vidíme dnes.
V budoucnu vědci předpokládají, že život na Zemi zanikne asi za miliardu let. Za 5 miliard let bude Země pohlcena Sluncem. O mnoho let později zaniknou hvězdy a vesmír se ponoří do tmy. Dalším vývojem vesmíru se zabývají různé teorie popsané níže.

## Standardní kosmologický model

### Teoretické základy
Základem modelu ΛCDM je obecná teorie relativity, kterou je pro vysvětlení chování hmoty a interakcí, zejména v extrémních počátečních podmínkách, nutno kombinovat s kvantovou teorií pole.
Dopodrobna zpracovaná teorie velkého třesku je velmi dobře schopná vysvětlit vývoj vesmíru a hmoty v něm po oddělení slabé a elektromagnetické interakce. V jeho prvních třech minutách staví především na standardním modelu částic a interakcí a poznatcích fyziky plazmatu a jaderné fyziky.
Model ΛCDM popisuje i následný vývoj makroskopické struktury hmoty a rozpínání vesmíru včetně zpomalování rozpínání v první fázi a současného zrychleného rozpínání. Na skutečné vysvětlení podstaty důležitých prvků teorie, tedy temné hmoty a temné energie, teprve fyzika čeká.
Také nejranější okamžiky nejsou pokryty ověřenými teoriemi, proto se nabízí více možných modelů. Důležitou fází nejranějšího vesmíru je podle standardního kosmologického modelu počáteční kosmická inflace, při které se charakteristické rozměry zvětšily ve velmi krátkém okamžiku o mnoho řádů. Teorie inflace jsou rozvíjeny od 80. let 20. století. Vysvětlení vývoje v časech ještě bližších hypotetické singularitě pak naráží na neexistenci konzistentní kvantové teorie prostoročasu a gravitace.

### Velký třesk
Podle teorie velkého třesku (anglicky Big Bang) vznikl vesmír z velmi malého bodu o velké hustotě. Tato singularita byla jak počátkem hmoty tak i počátkem měřitelného času a prostoru s dnešním charakterem. Od něho se začal odvíjet vývoj vesmíru. Lze však pouze spekulovat, zda se jednalo o skutečnou bodovou singularitu, či o velmi husté stadium vzniklé v předchozím vývoji vesmíru z prostoročasu či hmoty jiného charakteru.
Vývoj vesmíru probíhal zpočátku velmi rychle a obsahoval (nebo mohl obsahovat) fázi nesmírně prudké expanze (v podstatě se rozepnul ve velmi malém čase na ohromný objem a to o mnoho řádů rychleji než probíhá rozpínání vesmíru v dnešní době - to je nazýváno inflace). Poté se rozpínání zpomalilo na rychlost podobnou dnešní expanzi a po několik miliard let se stále zpomalovalo. V současnosti však opět převládá vliv nenulové kosmologické konstanty, což způsobuje zrychlování vesmírné expanze.

### Vznik hmoty
Původně malý vesmír se společně s prostorem rychle rozpínal. ‚Uvnitř‘ se nacházela velmi hustá a žhavá látka. Standardní kosmologický model popisuje dost přesně, co se dělo v prvních třech minutách po vzniku vesmíru.
Vystřídalo se několik fází. V těch prvních převládalo především světlo (fotony) a jiné elementární částice. A v posledních fázích už byl vesmír dost chladný (jen několik miliard stupňů Celsia) na to, aby se mohla tvořit stabilní jádra atomů.

### Důkazy

#### Rozpínání vesmíru
Teoreticky rozpracoval rozpínání vesmíru Alexandr Fridman a využil k tomu Einsteinových rovnic obecné teorie relativity. Podle těchto rovnic není možné, aby byl vesmír stacionární (aby se nerozpínal, nebo nesmršťoval).
Toto rozpínání lze pozorovat nepřímo na velmi vzdálených objektech (kvasary) a jejich světelných spektrech (spektrální čáry). Známý je takzvaný rudý posuv. Čím jsou například galaxie vzdálenější, tím větší je jejich rudý posuv a tím rychleji se od nás také vzdalují. Tato závislost je téměř lineární a je vyjádřena Hubblovou konstantou (Edwin Hubble byl astronom, který tuto závislost pozoroval a prosazoval). Dopplerův jev ale není jediné možné vysvětlení. Existují také pozorování, která odporují rozpínání vesmíru. Modelový vývoj vesmíru tak často musí přesně kompenzovat rozpínání vesmíru tak, aby teorie byla v souladu s pozorováními.
Příčina růstu rychlosti vzdalování (rudého posuvu) s časem není známá, za jednu z možných příčin je považováno působení temné energie, ale podle další z teorií ke zrychlování nedochází a jev je způsoben postupným zpomalováním času.

#### Reliktní záření
Reliktní neboli zbytkové záření má dnes teplotu 2,7 K a přichází izotropně ze všech směrů z vesmíru. Bylo nejprve předpovězeno teoreticky jako důsledek kosmologické rekombinace v počátcích vývoje vesmíru a teprve pak pozorováno. Prvními byli Penzias a Wilson a dostali za to Nobelovu cenu.

## Teorie stacionárního vesmíru
Vesmír je podle této teorie homogenní a izotropní (kosmologický princip) a to nejen v prostoru, ale i v čase. Bez ustání se rozpíná a stálou homogenitu zaručuje nově vznikající hmota. Proti této teorii mluví pozorovatelné rozdíly mezi blízkým a vzdáleným (tedy i starým) vesmírem.
K tomuto stacionárnímu popisu se zpočátku klonil i sám Albert Einstein, přestože jeho obecná teorie relativity takový stav vylučovala. Vypořádal se s tím tak, že do rovnic přidal pomocnou konstantu (kosmologická konstanta), kterou následně nazval svým největším omylem. Dnes se ale kosmologická konstanta opět „vrací do módy“.

## Konečný osud vesmíru

### Osud sluneční soustavy: 1 až 5 miliard let
V řádech miliard let je Země a sluneční soustava nestabilní. Slunce postupně vytváří více a více tepla až dosáhne bodu, ve kterém se tekutá voda vypaří a život bude nepravděpodobný a tak biosféra existující na Zemi zanikne. Magnetické pole Země, sklon osy a atmosféra podléhají dlouhodobým změnám. Samotná sluneční soustava je v řádech miliard let chaotická. Přibližně za 5,4 miliardy let dosáhne jádro Slunce teploty dostatečně k tomu, aby ve vyšších vrstvách začala fúze vodíku. To způsobí obrovskou expanzi jeho vnějších vrstev a Slunce vstoupí do fáze, která se označuje jako červený obr. Za 7,5 miliardy let naroste poloměr Slunce na 1,2 AU, čili se zvětší 256x. Studie z roku 2008 říkají, že vzájemné gravitační působení Slunce a Země způsobí přesun Země na bližší oběžnou dráhu a nakonec ji Slunce pohltí krátce před dosažením své maximální velikosti přesto, že ztratí asi 38% hmotnosti. Slunce bude existovat dalších mnoho miliard let, projde mnoha fázemi a nakonec svůj život ukončí jako bílý trpaslík. Po mnoha miliardách let v této fázi zhasne úplně a stane se černým trpaslíkem.

### Velký mráz: více než 1014let
Tento scénář je obecně považován za nejpravděpodobnější, protože pokud bude vesmír pokračovat v roztahování, tak je jeho přirozeným následkem. V době řádově 1014 let dohoří poslední hvězdy, další vznikat nebudou a vesmír se ponoří do tmy. Mnohem později, v érách po této, zaniknou galaxie a černé díry se vypaří v procesu Hawkingovy radiace. Podle některých teorií velkého sjednocení se protony rozpadají nejméně po 1034 letech a zbývající mezihvězdný plyn a hvězdné pozůstatky budou tvořit leptony (elektrony a pozitrony) a fotony. Následně některé elektrony a pozitrony vytvoří protony. V tom případě vesmír dosáhne stavu vysoké entropie a bude tvořen částicemi a nízkoenergetickým zářením. Není známo, zda dosáhne stavu termodynamické rovnováhy.

### Velký kolaps: 100+ miliard let odteď
Pokud by hustota temné energie byla negativní nebo by byl vesmír uzavřený, tak by bylo možné, že rozpínání vesmíru změní svůj směr a vesmír se začne stahovat zpět do hustého, horkého stavu. Tento prvek je potřebný v teoriích oscilujícího vesmíru, jako např. cyklický model, i když Velký kolaps nemusí znamenat oscilující vesmír. Současná pozorování říkají, že tento model je pravděpodobně nesprávný a rozpínání bude pokračovat nebo dokonce zrychlí.

### Velké roztrhnutí: 20+ miliard let odteď
Tento scénář je možný pouze pokud energetická hustota temné energie bude neomezeně růst. Taková tmavá energie se nazývá fantomová energie a nepodobá se žádnému jinému druhu energie. V takovém případě bude rychlost rozpínání neomezeně růst. Systémy, které drží pohromadě gravitace, jako kupy galaxií, galaxie a také sluneční soustava, budou roztrhány. Dále expanze dosáhne takové rychlosti, že překoná elektromagnetickou sílu, která drží pohromadě molekuly a atomy. Nakonec roztrhá i jádra atomů a vesmír skončí v neobvyklém druhu gravitační singularity. V té době dosáhne rychlost rozpínání nekonečné hodnoty, a překoná tak všechny síly (bez ohledu na jejich velikost), které drží pohromadě složené systémy (bez ohledu na jejich velikost) a doslova všechno roztrhá.

### Událost metastability vakua
Pokud se náš vesmír nachází v odvěkém falešném vakuu, tak je možné, že malé oblasti vesmíru se dostanou do méně energetického stavu. Jestliže se to stane, všechny struktury v dané oblasti budou okamžitě zničeny a oblast se začne rozpínat téměř rychlostí světla a bez varování všechno zničí.

### Tepelná smrt: 10150+ let odteď
Tepelná smrt je možný konečný stav vesmíru zhruba po 10150 letech, ve kterém dosáhl stavu neobsahujícího žádnou volnou termodynamickou energii, čili žádný pohyb. Fyzikálně řečeno, dosáhne stavu maximální entropie. Hypotéza tepelné smrti se zakládá na myšlenkách Williama Thomsona (Lord Kelvin) z 50. let 19. století.